# Bill Tell, Pawnbroker
Bill Tell, Pawnbroker è un cortometraggio muto del 1914 diretto da J. Farrell MacDonald.

## Produzione
Il film fu prodotto dalla Biograph Company.

## Distribuzione
Distribuito dalla General Film Company, il film - un cortometraggio di 150 metri - uscì nelle sale cinematografiche statunitensi il 4 aprile 1914. Nelle proiezioni, veniva programmato con il sistema dello split reel, accorpato in un'unica bobina con un altro cortometraggio prodotto dalla Biograph, la commedia Skelley's Birthday.
Non si conoscono copie ancora esistenti della pellicola che viene considerata presumibilmente perduta.